# At-large congresdistrict van South Dakota

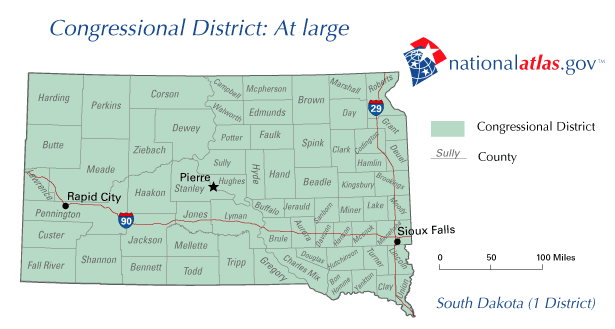
Het district bestaat uit de hele staat South Dakota.

Het at-large congresdistrict van South Dakota is het enige congresdistrict van de Amerikaanse staat. Sinds 2019 is de Republikein Dusty Johnson de afgevaardigde voor het district.

## Lid van het Huis van Afgevaardigden (1983–heden)
| Lid van het Huis van Afgevaardigden | Lid van het Huis van Afgevaardigden | Lid van het Huis van Afgevaardigden | Ambtstermijn   | Ambtstermijn    | Partij(en) | Verkiezing(en) | Opmerking(en)                                                            |
| ----------------------------------- | ----------------------------------- | ----------------------------------- | -------------- | --------------- | ---------- | -------------- | ------------------------------------------------------------------------ |
|                                     | Tom Daschle                         | Tom Daschle (1947)                  | 3 januari 1983 | 3 januari 1987  | D          | 1982           | Senator (1987–2005)                                                      |
| 1984                                | Tom Daschle                         | Tom Daschle (1947)                  | 3 januari 1983 | 3 januari 1987  | D          |                | Senator (1987–2005)                                                      |
|                                     | Tim Johnson                         | Tim Johnson (1946–2024)             | 3 januari 1987 | 3 januari 1997  | D          | 1986           | Senator (1997–2015)                                                      |
| 1988                                | Tim Johnson                         | Tim Johnson (1946–2024)             | 3 januari 1987 | 3 januari 1997  | D          |                | Senator (1997–2015)                                                      |
| 1990                                | Tim Johnson                         | Tim Johnson (1946–2024)             | 3 januari 1987 | 3 januari 1997  | D          |                | Senator (1997–2015)                                                      |
| 1992                                | Tim Johnson                         | Tim Johnson (1946–2024)             | 3 januari 1987 | 3 januari 1997  | D          |                | Senator (1997–2015)                                                      |
| 1994                                | Tim Johnson                         | Tim Johnson (1946–2024)             | 3 januari 1987 | 3 januari 1997  | D          |                | Senator (1997–2015)                                                      |
|                                     | John Thune                          | John Thune (1961)                   | 3 januari 1997 | 3 januari 2003  | R          | 1996           | Senator (sinds 2005)                                                     |
| 1998                                | John Thune                          | John Thune (1961)                   | 3 januari 1997 | 3 januari 2003  | R          |                | Senator (sinds 2005)                                                     |
| 2000                                | John Thune                          | John Thune (1961)                   | 3 januari 1997 | 3 januari 2003  | R          |                | Senator (sinds 2005)                                                     |
|                                     | Bill Janklow                        | Bill Janklow (1939–2012)            | 3 januari 2003 | 20 januari 2004 | R          | 2002           | Gouverneur (1979–1987, 1995–2003)                                        |
| Vacant                              |                                     |                                     |                |                 |            | 2002           |                                                                          |
|                                     | Stephanie Herseth Sandlin           | Stephanie Herseth Sandlin (1970)    | 3 juni 2004    | 3 januari 2011  | D          | 2004 (1)       |                                                                          |
| 2004 (2)                            | Stephanie Herseth Sandlin           | Stephanie Herseth Sandlin (1970)    | 3 juni 2004    | 3 januari 2011  | D          |                |                                                                          |
| 2006                                | Stephanie Herseth Sandlin           | Stephanie Herseth Sandlin (1970)    | 3 juni 2004    | 3 januari 2011  | D          |                |                                                                          |
| 2008                                | Stephanie Herseth Sandlin           | Stephanie Herseth Sandlin (1970)    | 3 juni 2004    | 3 januari 2011  | D          |                |                                                                          |
|                                     | Kristi Noem                         | Kristi Noem (1971)                  | 3 januari 2011 | 3 januari 2019  | R          | 2010           | Gouverneur (2019–2015) Minister van Binnenlandse Veiligheid (sinds 2025) |
| 2012                                | Kristi Noem                         | Kristi Noem (1971)                  | 3 januari 2011 | 3 januari 2019  | R          |                | Gouverneur (2019–2015) Minister van Binnenlandse Veiligheid (sinds 2025) |
| 2014                                | Kristi Noem                         | Kristi Noem (1971)                  | 3 januari 2011 | 3 januari 2019  | R          |                | Gouverneur (2019–2015) Minister van Binnenlandse Veiligheid (sinds 2025) |
| 2016                                | Kristi Noem                         | Kristi Noem (1971)                  | 3 januari 2011 | 3 januari 2019  | R          |                | Gouverneur (2019–2015) Minister van Binnenlandse Veiligheid (sinds 2025) |
|                                     | Dusty Johnson                       | Dusty Johnson (1976)                | 3 januari 2019 | heden           | R          | 2018           |                                                                          |
| 2020                                | Dusty Johnson                       | Dusty Johnson (1976)                | 3 januari 2019 | heden           | R          |                |                                                                          |
| 2022                                | Dusty Johnson                       | Dusty Johnson (1976)                | 3 januari 2019 | heden           | R          |                |                                                                          |
| 2024                                | Dusty Johnson                       | Dusty Johnson (1976)                | 3 januari 2019 | heden           | R          |                |                                                                          |

## Presidentsverkiezingen
| Jaar | Resultaten                             | Winnende partij | Winnende partij      |
| ---- | -------------------------------------- | --------------- | -------------------- |
| 2000 | George W. Bush 60% - 38% Al Gore       |                 | Republikeinse Partij |
| 2004 | George W. Bush 60% - 38% John Kerry    |                 | Republikeinse Partij |
| 2008 | John McCain 53% - 45% Barack Obama     |                 | Republikeinse Partij |
| 2012 | Mitt Romney 58% - 40% - Barack Obama   |                 | Republikeinse Partij |
| 2016 | Donald Trump 62% - 32% Hillary Clinton |                 | Republikeinse Partij |